# Dasyhelea pyrsonota
Dasyhelea pyrsonota är en tvåvingeart som beskrevs av John William Scott Macfie 1953. Dasyhelea pyrsonota ingår i släktet Dasyhelea och familjen svidknott.
Artens utbredningsområde är Costa Rica. Inga underarter finns listade i Catalogue of Life.